# Голанов, Андрей Владимирович
Андрей Владимирович Голанов (род. 9 декабря 1962 года, Стокгольм, Швеция) — российский нейрохирург, член-корреспондент РАН (2016).
Родился 9 декабря 1962 года в Стокгольме в семье советских дипломатов, отец - Герой Социалистического Труда (1982) В. Е. Голанов (1928 — ?).
Окончил 2-й Московский медицинский институт имени Н. И. Пирогова, после чего прошел специализацию в нейрохирургии, выполнял около 300 операций в год, стажировался в зарубежных клиниках.
С 1981 года — работает в НИИ имени Бурденко, где прошел путь от санитара и медбрата до заведующего отделением радиологии и радиохирургии, создатель первого в России Центра стереотаксической радиохирургии «Гамма-нож».
Автор более 250 научных работ.
Член Московского общества нейрохирургов, Ассоциации нейрохирургов России, Всемирной и Американской ассоциации нейрохирургов (WFNS, AANS), Американского и Европейского общества онкологов и радиологов (ASTRO, ESTRO), Международного общества по стереотаксической радиохирургии (ISRS), Всемирного общества пользователей «Гамма-нож» (Leksell Gamma Knife Society) и других.